# 第十一管區海上保安本部
第十一管區海上保安本部（英語：Japan 11th Regional Coast Guard Headquarters，簡稱十一管或十一管本部）本部駐地在日本沖繩縣那覇市港區，為海上保安廳管區海上保安本部隸下之地區海上保安本部，主要轄區為沖繩地方之東海、太平洋以及沖繩縣周邊海域。尖閣諸島（釣魚臺列嶼）屬第十一管區的管制下。
第十一管區海上保安本部屬下有海上保安部3所、海上保安署2所、航空基地2所、情報通信管理中心1所以及航路標識事務所1所。

## 概要
近年來中国人民解放军海军頻密在被劃在第十一管區内的尖閣諸島（釣魚臺列嶼）周邊海域進行軍事演習，其進行之探査行為亦有增加的趨勢。而中国大陆、香港、台湾等各國人士的海上活動亦經常在其管轄的海域周邊進行，因此第十一管區經常可以獲得其他管區的巡視船協助。
加之2012年尖閣諸島國有化後，以中國海監船和漁政船（現大多為中國海警船）為首的中國公務船開始在毗連水域持續巡邏和不定期進入領海已處常態化。導致海上保安廳力不從心，經常在各管區中抽調船隻應付中國公務船，令日常業務大受影響。因此日本政府決定提高預算，成立以設置在石垣海上保安部的10艘1500噸PL型船隻加設置在那霸海上保安部的2艘3000噸PLH型船隻（PLH06沖繩號（原名築前號，原屬第七管區（福岡））和PLH09琉球號（屬第十一管區（那霸）））的尖閣專屬警備隊。同時令其成為日本最大的海上保安管區。
因應中國海警局擁有世界最大的10000噸級海警船 - 中國海警2901會在東海地區巡邏，海上保安廳在第十一管區石垣海上保安部部署第3艘6500噸黎明級巡視船 - PLH35 朝月號以作對應。
另外中國海警船因應《中華人民共和國海警法》，經常追捕尖閣諸島的日本漁船（註：中國未立法前已開始），令第十一管區内海保巡視船經常要保護日本漁船。加上第十一管區實施出海制度，任何日本漁船出海均要接受檢查，令海保有足夠準備應對。
此外，第十一管區内因鄰接東南亞諸國之故，私梟組織網絡糾結複雑，致走私活動横行。第十一管區因而會聯同沖繩縣警察與入国管理局協力打擊走私活動。
另一方面，為確保船隻安全、日本與東南亞的海上通道航路之暢通和方便遠海捜索救難等用途，第十一管區配備可用作空中巡邏的Falcon 900與YS-11A，以提高海難救助能力。此外，由於石垣市厚生局設有醫療航空事務所，因此石垣航空基地負上了沖繩縣的直昇機救護之責，進行對八重山群島地區緊急傷患運送之任務。

## 關連年表
1972年（昭和47年）
- 5月15日 – 「琉球海上保安廳」更名為「平良海上保安署」。

2007年（平成19年）
- 4月1日 - 「平良海上保安署」改稱為「宮古島海上保安署」。

2008年（平成20年）
- 4月1日 - 「中城海上保安署」昇格，改稱為「中城海上保安部」。

2012年（平成24年）
- 9月6日 - 於那霸市設立「那霸海上保安部」，加強對尖閣諸島（钓鱼岛及其附属岛屿）周邊海域的警備。[2]

## 組織
- 第十一管區海上保安本部（日本沖繩縣那霸市港町2-11-1、那覇港灣合同廳舎/聯合辦公大樓） 
  - 名護海上保安署（日本沖繩縣名護市字宮里452-3）
  - 那霸海上保安部（日本沖繩縣那霸市港町2-11-1、那覇港灣合同廳舎）
  - 中城海上保安部（日本沖繩縣沖繩市海邦町3-45）
  - 石垣海上保安部（日本沖繩縣石垣市濱崎町1-1-8、石垣港灣合同廳舎）
  - 宮古島海上保安部（日本沖繩縣宮古島市平良字西里7-21、平良港灣合同廳舎）（2016年10月1日從署昇格為部）
  - 第十一管區情報通信管理中心（日本沖繩縣那覇市港町2-11-1、那覇港灣合同廳舎）
  - 那覇航空基地（日本沖繩縣那覇市鏡水344、那霸機場）
  - 石垣航空基地（日本沖繩縣石垣市字盛山222-282、南方之島石垣機場）
  - 慶佐次（遠距離無線電導航系統 Loran）航路標識事務所（日本沖繩縣國頭郡東村慶佐次弁田原501-2）

### 歷任本部長
| 任次 | 姓名       | 任期         | 前職        | 後職 | 備註              |
| ---- | ---------- | ------------ | ----------- | ---- | ----------------- |
|      | 那須秀雄   | 2008/04/09－ | 3管本部次長 |      |                   |
| 現任 | 長谷川義明 | 2015/04/09－ |             |      | [ 3 ] [ 4 ] [ 5 ] |

## 主要的船艇・飛機

### 巡視船・巡視艇
十一管計有26艘巡視船、巡視艇及各式船艇、噸位由5噸至3100噸不等。所有巡視船裝置動態定位系統，可以準確在海上定位。

#### 第十一管區本部所屬
停泊於那霸市那霸港基地。
- PLH09  琉球 RYUKYUU
- PLH06  沖繩 OKINAWA
- PLH04  宇留麻 URUMA

（以上均為3100噸，津輕型巡視船，可搭載MH929（那覇燕）型直昇機）
- PL03 （久高；Kudaka，1000噸、おじか型巡視船 (2代)（日语：男鹿型巡視船 (第2代)））

##### 名護海上保安署所屬
停泊於名護市名護港基地。
- PC218 （夏越月；Nagozuki，125噸）巡視艇
- SS46 （南郡；Haimuru，5噸）監視取締艇

#### 那霸海上保安部所屬
停泊於那霸市那霸港基地。
- PL64 （本部；Modobu，1000噸，波照間型巡視船（日语：はてるま型巡視船））
  - 右舷有電子螢幕，航速超過30節，配1門30mm艦炮，配有直升機甲板，艦橋後方可搭載4艘快艇[6]
- CL69 （梯梧；Deigo，26噸） 巡視艇
- CL250 （磯藤；Isofuji，37噸） 巡視艇
- HS24 （置塩；Okishio，24噸） 測量船
- LS233 （花光；Hanahikari，27噸）LS20m小型燈塔運補船（Light-House Service Vessel Small LS20-meter Type）

#### 中城海上保安部所屬
停泊於中城城金武中城港基地。
- PL65 （國頭；Kunigami，1000噸，波照間型） 巡視船
- PC114 （沖雲，Okigumo，100噸） 巡視艇
- PC115 （泡雲，Awagumo，100噸） 巡視艇
- PC116 （島雲，Shimagumo，100噸） 巡視艇
- CL155 （右納；Yuuna，26噸） 巡視艇
- MS03 （勝連；Katsuren，26噸） 特殊警備救難艇

#### 石垣海上保安部所屬
停泊於石垣市石垣港基地。
- PL61 （波照間；Hateruma，1000噸，波照間型） 巡視船
- PL62 （石垣；Isigaki，1000噸，波照間型） 巡視船
- PL63 （與那國；Yonakuni，1000噸，波照間型） 巡視船
- PS11 （水城；Mizuki，180噸） 巡視船
  - 2000年6月竣工。屬於眉山型巡視船2代（日语：びざん型巡視船 (2代)），原配屬第7管區。
- PS06 （鑁阿；Banna，195噸） 巡視船
- PC113 （夏月；Natsuzuki，125噸，30m型） 巡視艇
- CL154 （阿檀／林投；Adan，26噸，20m型） 巡視艇
- SS62 （心宿二；Antaresu，5噸） 監視取締艇
- LM207 （綾羽；Ayabane，50噸，23m型）LM23m中型燈塔運補船（Light-House Service Vessel Medium LM 23-meter type）
- PLH35 あさづき（日语：あさづき）（朝月；Asatsuki，6000噸，黎明級巡視船第3艘）

##### 宮古島海上保安署所屬
停泊於宮古島市平良港基地。
- PS109 （野原；Nobaru，130噸） 巡視船
- PC219 （八重月；Yaezuki，125噸，30m型） 巡視艇

### 航機
第十一管區共管有飛機8架及直昇機10架。

#### 第十一管區本部所屬
停駐於那霸航空基地。
- MH929 （那覇燕；Nahatsubame） Bell 212（JA9929）
  - PLH09 巡視船之搭載直升機

#### 那霸航空基地所屬
停駐於那霸航空基地。
- 6架飛機：
  - Dassault Falcon 900：
    - LAJ570 （大器-1；Chiyurawashi-1，JA8570）
    - LAJ571 （大器-2；Chiyurawashi-2，JA8571）[8]

  - Nihon Aircraft Manufacturing Corporation YS-11A：
    - LA780 （守禮-1；Shiyurei-1，JA8780）
    - LA791 （守禮-2；Shiyurei-2，JA8791）

  - Raytheon Beechcraft 200T：
    - MA829 （差羽；Sashiba）

  - Raytheon Beechcraft 350：
    - MA862 （冠鷲；Kanmuriwashi，JA862A）
- 7架直昇機：
  - Bell 212：
    - MH560 （吉祥-1；Kariyushi-1，JA9560）
    - MH575 （吉祥-2；Kariyushi-2，JA9575）

  - AW139：
    - MH960 （沖田香-1；Okitaka-1，JA960A）
    - MH961 （沖田香-2；Okitaka-2，JA961A）[9]

  - H369HS：
    - SH113 （真珠-1；Paru，JA9113）
    - SH115 （真珠-2；Paru，JA9115）

  - Bell 206B：
    - SH082 （阿比；Abi，JA6082）

#### 石垣航空基地所屬
停駐於石垣航空基地。
- 2架飛機：
  - Beechcraft 200T：
    - MA824 （萬年青；Omodo，JA824A）

  - Beechcraft B300：
    - MA865 （金鳩；Kinbado，JA865A）
- 2架直昇機：
  - AW139（英语：AgustaWestland AW139）：
  - MH966 （冠鷲-1；Kanmuriwasi-1）
    - 2011年12月配置

  - MH969 （冠鷲-2；Kanmuriwasi-2）
    - 2012年3月配置

## 照片

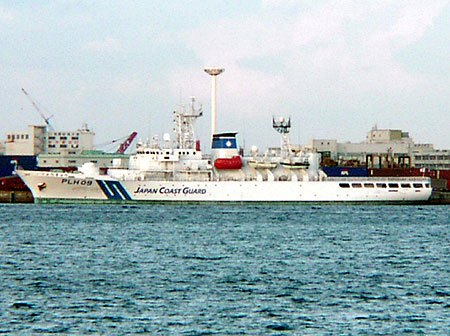
直昇機搭載型巡視船 PLH09－りゅうきゅう
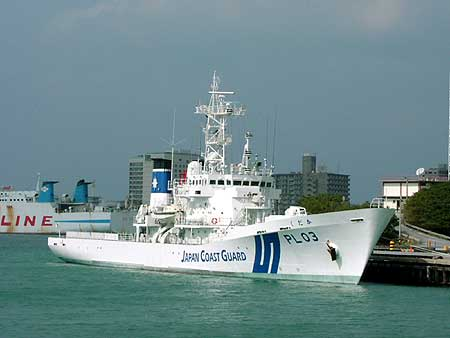
巡視船 PL03－くだか
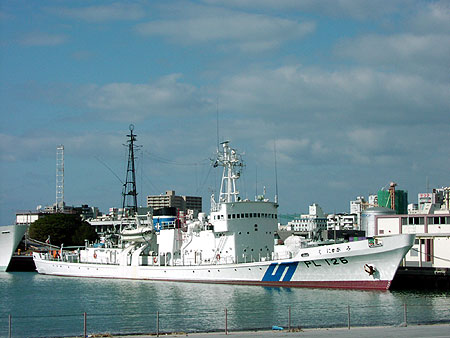
巡視船 PL126－まつしま
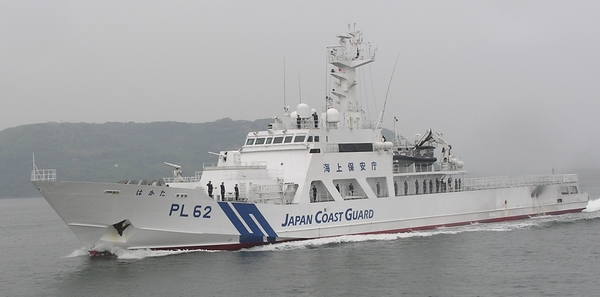
巡視船 PL-61/62/63/64/65 くにがみ型
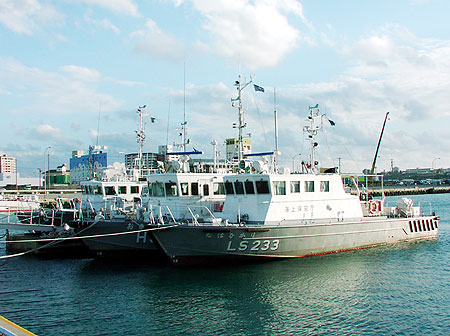
燈塔運補船 LS233－はなひかり

## 註解
1. ↑  .   [2008-06-13]. （原始内容存档于2019-09-19）.
2. 1 2 3  新聞速報/中廣新聞,"日引進4艘大型巡邏船 因應釣魚台局勢".   [2012-09-06]. （原始内容存档于2012-09-14）.,中國時報,2012-09-06/15:28.
3. ↑  . Japan Press Network. 2008-06-15  [2008-06-17]. （原始内容存档于2013-05-20） （日语）.
4. ↑  . JJanJanニュース. 2008-05-25  [2011-08-26] （日语）.[永久]
5. ↑  . Yahoo!ブログ/Yahoo Japan. 2008年4月10日 09:45 h  [2011-08-26]. （原始内容存档于2016-03-04） （日语）.
6. 1 2  中央社,"距釣魚台12.8浬 中日對峙"[永久],自由時報,2010年9月22日（星期三）/16:45.
7. ↑  文/陳維浩,"透視釣魚台／評現代化海巡艦艇的頂尖對決（第1頁/共3頁）" （页面存档备份，存于）,NOWnews/今日新聞網,2012年9月30日 00:00.
8. ↑  . 琉球新報. 2005-06-14  [2009-01-31]. （原始内容存档于2009-12-09） （日语）.
9. ↑  . 琉球新報. 2007-12-27  [2009-01-31] （日语）.[永久]
10. ↑  旺报【特約記者董佩琪／東京報導】,"日前官員出書訴撞船 石原意外現身".   [2011-02-15]. （原始内容存档于2011-02-18）.,中國時報,2011-02-15.